# Philodendron ligulatum
Philodendron ligulatum är en kallaväxtart som beskrevs av Heinrich Wilhelm Schott. Philodendron ligulatum ingår i släktet Philodendron och familjen kallaväxter.

## Underarter
Arten delas in i följande underarter:
- P. l. heraclioanum
- P. l. ligulatum
- P. l. ovatum